# Sibiu (stad)
Sibiu (uitspraak [siˈbiw]; Nederlands, verouderd: Hermanstad; Duits: Hermannstadt, Hongaars: Nagyszeben) is een stad in het hart van Roemenië die 137.026 inwoners (2011) telt. De stad ligt in het zuiden van Transsylvanië, aan de voet van de Zevenburgse Alpen. Het is de hoofdstad van het gelijknamige district (judet).

## Bevolking
In januari 1977 had Sibiu 151.137 inwoners. In 1992 had de stad 169.656 inwoners en in het jaar 2002 had het 154.892 inwoners.
De Roemenen zijn er de meerderheid met 95%.
Er is een Hongaarse minderheid (2%) en een Duitse minderheid (1,6%).
| Jaar | Roemenen | Hongaren | Duitsers     | Overigen              | Totaal  |
| ---- | -------- | -------- | ------------ | --------------------- | ------- |
| 1910 | 10.125   | 7.297    | 20.015 (53%) | 625                   | 38.061  |
| 1941 | 35.753   | 4.313    | 28.172 (40%) | 2.114                 | 70.352  |
| 1977 | 119.625  | 5.114    | 25.414 (17%) | 511 Roma 497 overigen | 151.137 |
| 2002 | 148.269  | 3.135    | 2.508 (1,6%) | 597 Roma 383 overigen | 154.892 |
| 2011 | 131.414  | 2.131    | 1.481 (1,6%) | 2000                  | 137.026 |

## Geschiedenis
Sibiu werd als Hermannstadt in de 12e eeuw gesticht door Duitse immigranten uit het Moezelgebied op uitnodiging van koning Géza II van Hongarije en is steeds een van de belangrijkste zogenaamd Saksische nederzettingen in Zevenburgen (Transsylvanië) gebleven. Tot 1781 was het burgerrecht formeel alleen toegekend aan Saksen in de stad. Roemenen mochten zich er op beperkende voorwaarden overigens wel vestigen en zij kregen daarbij een ruime religieus-culturele vrijheid die zij elders in Transsylvanië moesten ontberen. Daarentegen bleef hier de macht van de Hongaarse adel steeds beperkt.
Aan het begin van de twintigste eeuw vormden de Duitstaligen nog steeds de meerderheid en de Roemenen slechts een kwart van de bevolking. Nadat de stad in 1920 een deel van Roemenië was geworden, namen zij in aantal sterk toe, maar de Duitstaligen bleven tot na de Tweede Wereldoorlog relatief gezien in de meerderheid. Sindsdien nam het aantal relatief af omdat de stad een aantrekkingskracht had op het platteland. In absolute zin nam het aantal Duitstalige inwoners af door deportatie en emigratie.
Na de val van het communistische regime verdwenen de laatste 20.000 van hen naar Duitsland. Het aandeel van de Duitstaligen in de bevolking was na deze uittocht aan het begin van de 21ste eeuw nog 1,6% en daarmee zelfs kleiner dan dat van de Hongaren. Belangrijke Saksische Duitstalige culturele instellingen, scholen en uitgeverijen bleven bestaan. Deze scholen worden echter voornamelijk door Roemeense scholieren en studenten bezocht. In 2000 kreeg Sibiu voor het eerst sinds 1945 weer een etnisch Duitse burgemeester, Klaus Johannis. Hij werd vanwege de resultaten van zijn pragmatische aanpak daarna nog driemaal herkozen. Zijn beleid schiep een aantrekkelijk vestigingsklimaat voor bedrijven uit Oostenrijk en Duitsland en opende de deur voor Europese stimuleringssubsidies. Hij trad af toen hij tijdens de presidentsverkiezingen in december 2014 werd gekozen tot president van Roemenië.
Sibiu was samen met Luxemburg in 2007 Culturele hoofdstad van Europa. De keuze voor deze combinatie werd gemaakt omdat de oorspronkelijke Saksen in Transsylvanië uit het Moezelgebied kwamen. Weliswaar werden zij 'Saksen' genoemd, naar Szász het Hongaarse woord voor Duitser, maar dat duidt niet op een afkomst uit Saksen. Zij stamden uit het Moezelgebied waar ook Luxemburg toe behoort.

## Stadsbeeld
In het historische centrum worden de huizen gesierd met vele kleine dakkapellen, de zgn. ogen van Sibiu. Maar ook de gotische en Weens-barokke huizen vragen de aandacht van de toeristen in de binnenstad van het voormalig Duitse Hermannstadt. Behalve in enkele grote Roemeense kerken uit het einde van de 19de en het begin van de 20ste eeuw is van Roemeense architectuur niets te bespeuren. Een duidelijk voorbeeld van de middeleeuwse Duitse invloed is de Duits-evangelische 'Lutherse Kerk', de gotische hoofdkerk met een rijk ingangsportaal en een monumentaal orgel uit 1674. In deze kerk is de grafsteen van de zoon van Vlad Dracula te vinden. Van barokke Oostenrijks-Habsburgse architectuur getuigt de 18de-eeuwse rooms-katholieke kathedraal, gebouwd na de wederinlijving van Transsylvanië als symbool voor de macht van Wenen.

## Bezienswaardigheden
- Het Brukenthalmuseum (Muzeul Naţional Brukenthal) is over verschillende locaties in de stad verspreid. In het paleis van de voormalige baronnen Von Brukenthal, in het centrum van de stad, is de pinacotheek (schilderijenverzameling) ondergebracht. Deze bevat onder meer werken van Jan van Eyck (Man met de blauwe kaproen), Lucas Cranach de Oudere, Titiaan, Pieter Breughel de Oude (De kindermoord van Bethlehem), Pieter Bruegel de Jonge en van vele andere Duitse, Oostenrijkse en Italiaanse meesters, met de nadruk op de periode van 1400 tot 1750.
- Huizen uit de 15e tot de 19e eeuw aan het grote plein, het kleine plein en het Huetplein.
- Sibiu was een van de belangrijkste gefortificeerde steden in Europa. Een ring van drie 16e-eeuwse verdedigingsmuren is deels nog aanwezig.
- 14e- en 15e-eeuwse lutherse Stadtkirche aan het Huetplein.

## Politiek
Saksen vormen nog maar een zeer kleine minderheid in Sibiu. Desondanks heeft de DFDR Democratisch Forum van Duitsers in Roemenië sinds 2004 een ruime meerderheid in de gemeenteraad. Veel Roemenen stemmen op deze partij omdat zij los staat van de Roemeense politieke cultuur die door cliëntelisme is geïnfecteerd. Ook voormalig burgemeester Johannis behoorde tot deze partij.

## Partnersteden
- Bauru (Brazilië), sinds 1995
- Columbia (Verenigde Staten), sinds 1994
- Deventer (Nederland), sinds 2007
- Klagenfurt (Oostenrijk), sinds 1990
- Landshut (Duitsland), sinds 2002
- Marburg (Duitsland), sinds 2005
- Mechelen (België), sinds 1996
- Rennes (Frankrijk), sinds 1999
- Valencia (Venezuela), sinds 1993
- Wirral (Verenigd Koninkrijk), sinds 1994

## Openbaar vervoer
Het openbaar vervoer wordt geëxploiteerd door Tursib.

## Bekende inwoners van Hermannstadt-Sibiu

### Geboren
- Nicolaus Olahus (Oláh Miklós, 1493-1568) aartsbisschop en primaat van Hongarije
- Tobias Stranovius (1684-1724) kunstschilder aan Duitse en Oostenrijkse hoven
- Michael Gottlieb Agnethler (1719-1752) botanicus, werkzaam aan universiteiten in Duitsland
- Samuel von Brukenthal (1721–1803) Habsburgs gouverneur van Zevenburgen (Transsylvanië)
- János Márton Stock (Johannes Martinus Stock, 1742-1800) portretschilder, werkzaam in het milieu van de Hongaarse aristocratie
- Arthur Arz von Straussenburg (1857-1935) chef generale staf Oostenrijks-Hongaarse leger
- Hermann Kusmanek von Burgneustädten (1860-1934) Oostenrijks-Hongaars generaal, gaf zich in 1914, in de Slag bij Przemyśl, over aan de Russen
- Hermann Oberth (1894-1989) ruimtevaartgeleerde, als raketspecialist werkzaam voor de Duitse oorlogsindustrie in Peenemünde, na de oorlog in Italië en de Verenigde Staten
- Viorel Tilea (1896-1942) opgeleid aan het Duitstalige gymnasium in Hermannstadt en de universiteit van Wenen, werd na 1919 Roemeens diplomaat, in de oorlog werkzaam bij de ambassade in Londen
- Erwin Wittstock (1899–1962) Duitstalig schrijver,  van volksnationalistische literatuur in de jaren dertig, ging na 1945 over op het socialistisch-realisme
- Miklós Borsos (1906-1990) eclectisch beeldhouwer, in Hongarije werkzaam
- Paul Philippi (1923) luthers theoloog, was werkzaam in het in 1989 opgerichte Democratische Forum van de Duitsers in Roemenië (Forumul Democrat al Germanilor din România; Demokratisches Forum der Deutschen in Rumänien, DFDR)
- Roland Phleps (1924-2020), beeldhouwer
- Oskar Pastior (1927-2006) Duitstalig schrijver, verbleef na 1945 lange jaren in Sovjet-werkkampen, vanwaaruit veel van zijn werk is geïnspireerd. Zijn coproductie met Herta Müller kwam in 2009 uit als Atemschaukel (vertaald als Ademschommel)
- Alexandru Apolzan (1927-1982) Roemeens voetballer op het interland toneel
- Klaus Wolff (1935) hoogleraar dermatologie aan Oostenrijkse universiteiten
- Iancu Dumitrescu (1944) modern componist, oprichter van het Hyperion Ensemble
- Franz Hodjak (1944) Duitstalig schrijver, lector en vertaler
- Andrei Codrescu (1946) week in 1965 uit naar de Verenigde Staten, en werd daar schrijver en hoogleraar literatuur
- Dan Dănilă (1954) Roemeenstalig schrijver
- Alexandru Mușina (1954) Roemeenstalig dichter
- Emil Hurezeanu (1955), Roemeenstalig journalist en schrijver
- Klaus Johannis (1959), burgemeester van Sibiu, president van Roemenië (sinds 2014)
- Melitta Rühn (1965) olympisch atlete
- Cerasela Hordobetiu (1968) langebaanschaatsster en deelneemster aan de Olympische Spelen
- Franziska Schlattner (1971) toneel- en filmspeelster
- Petruța Küpper (1981) panfluitiste
- Marius Băcilă (1982) langebaanschaatser
- Alexandra Ianculescu (1991) langebaanschaatsster

### Overleden
- Eugène van Itterbeek (1934-2012), Vlaams dichter en essayist.

## Galerie

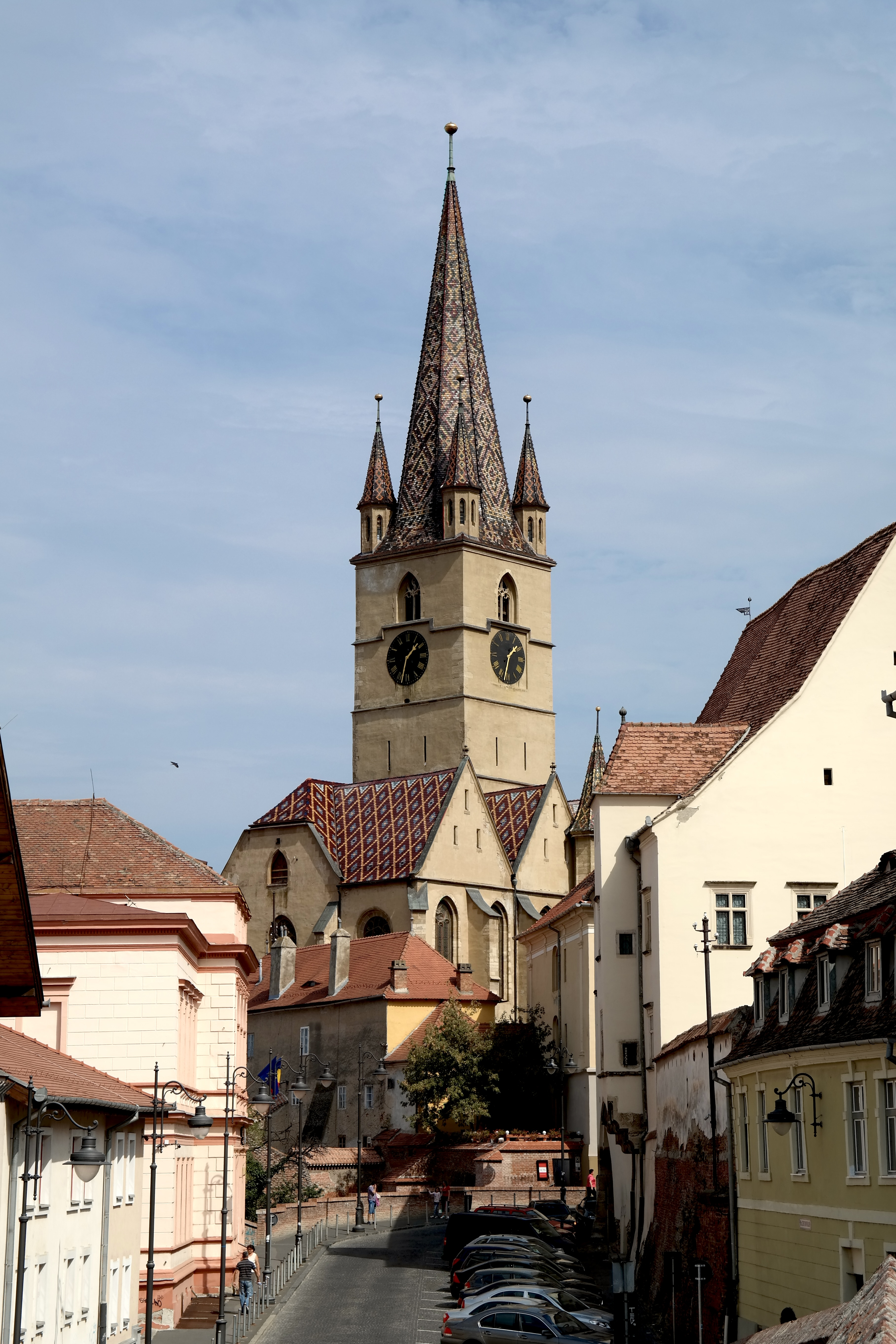
Lutherse Kerk
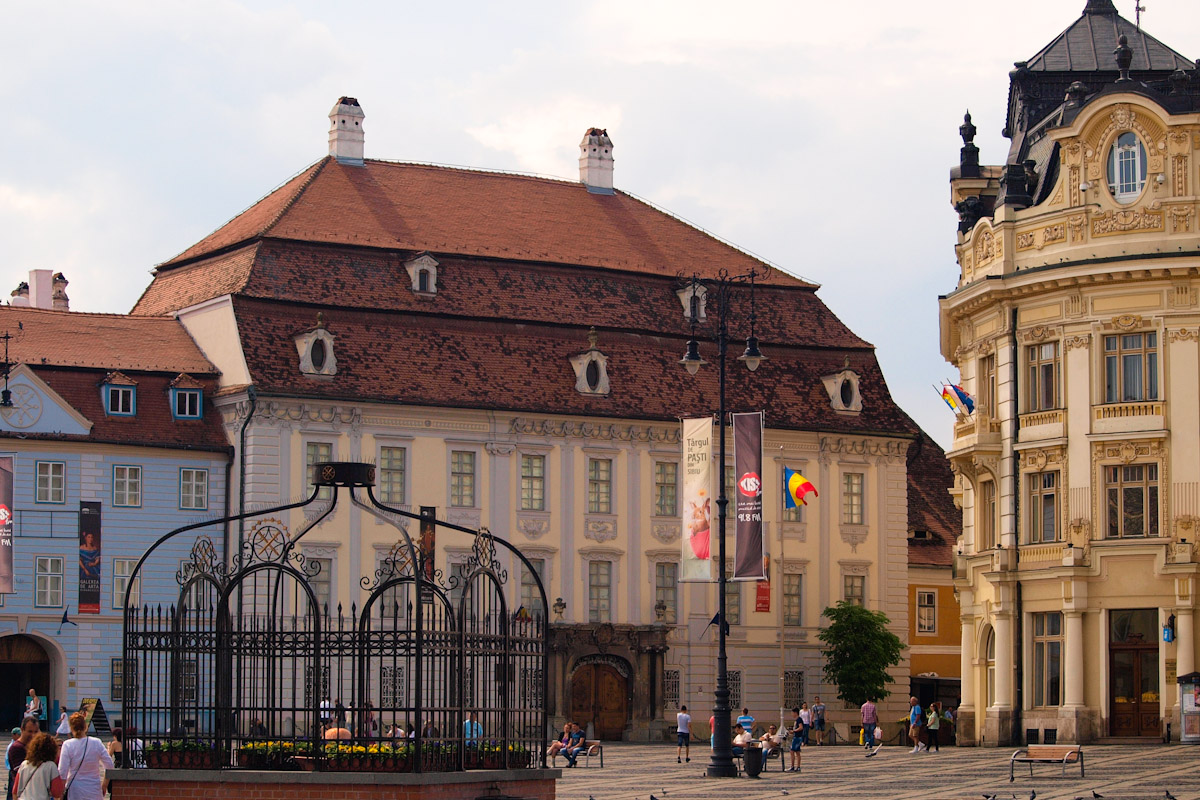
Het Brukenthalmuseum in paleis Brukenthal
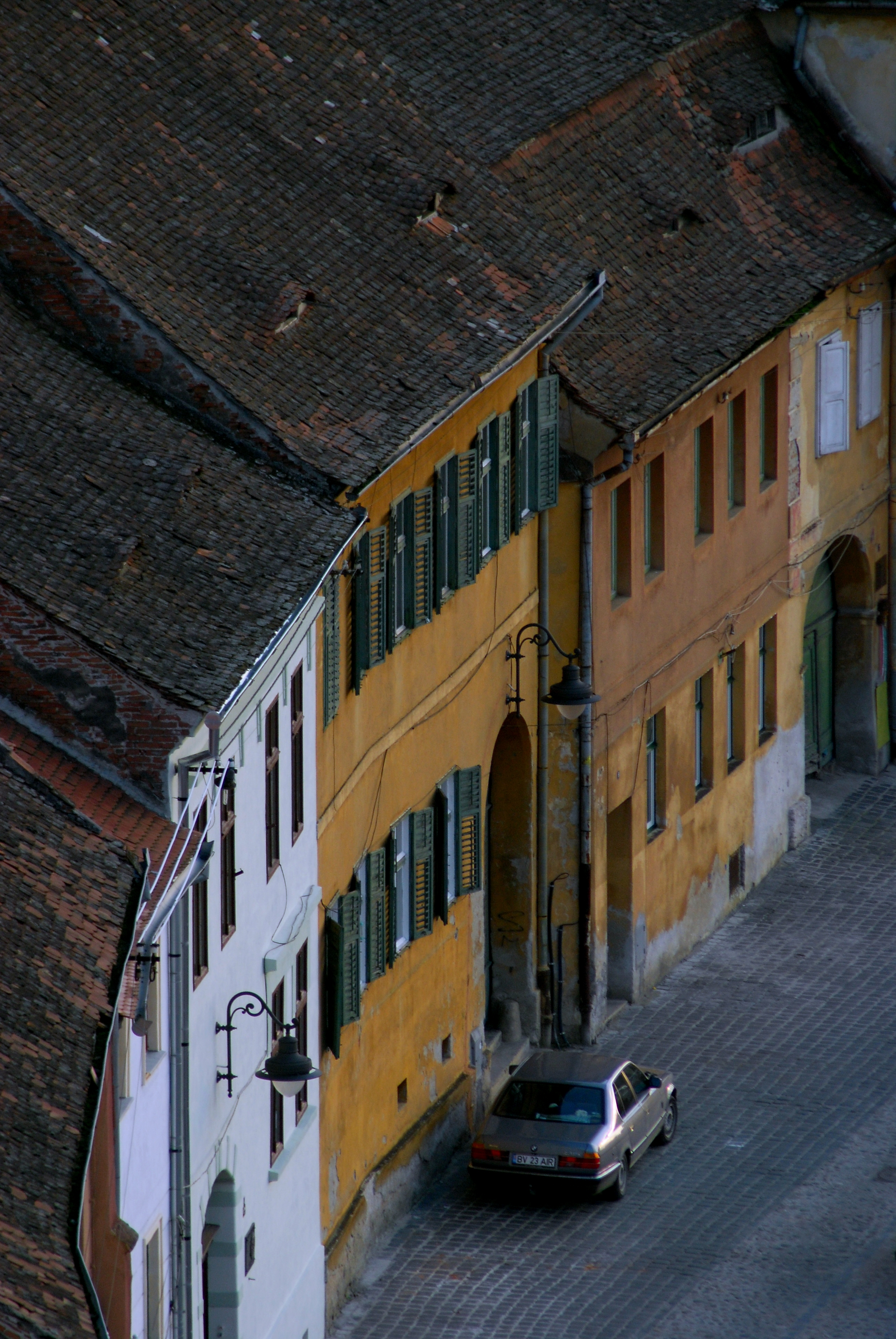
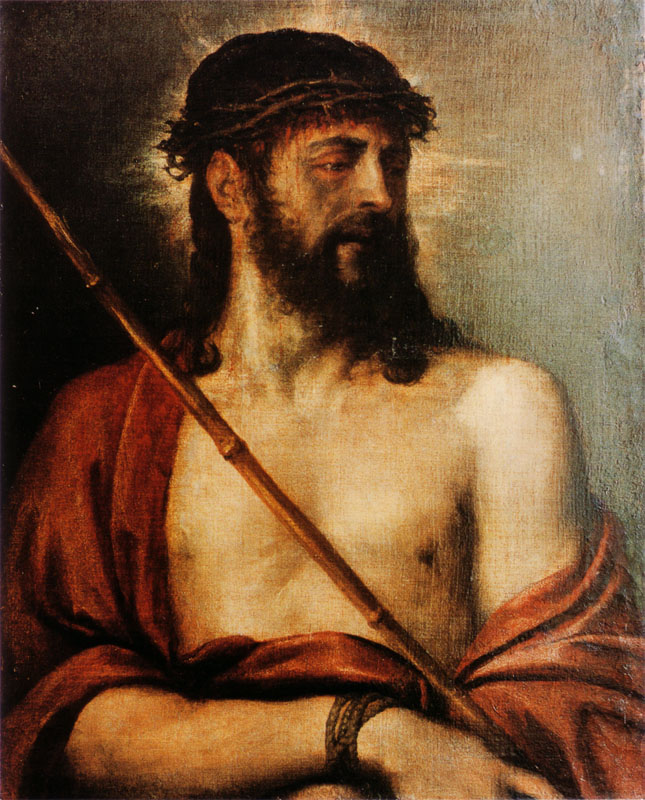
Ecce Homo Titiaan
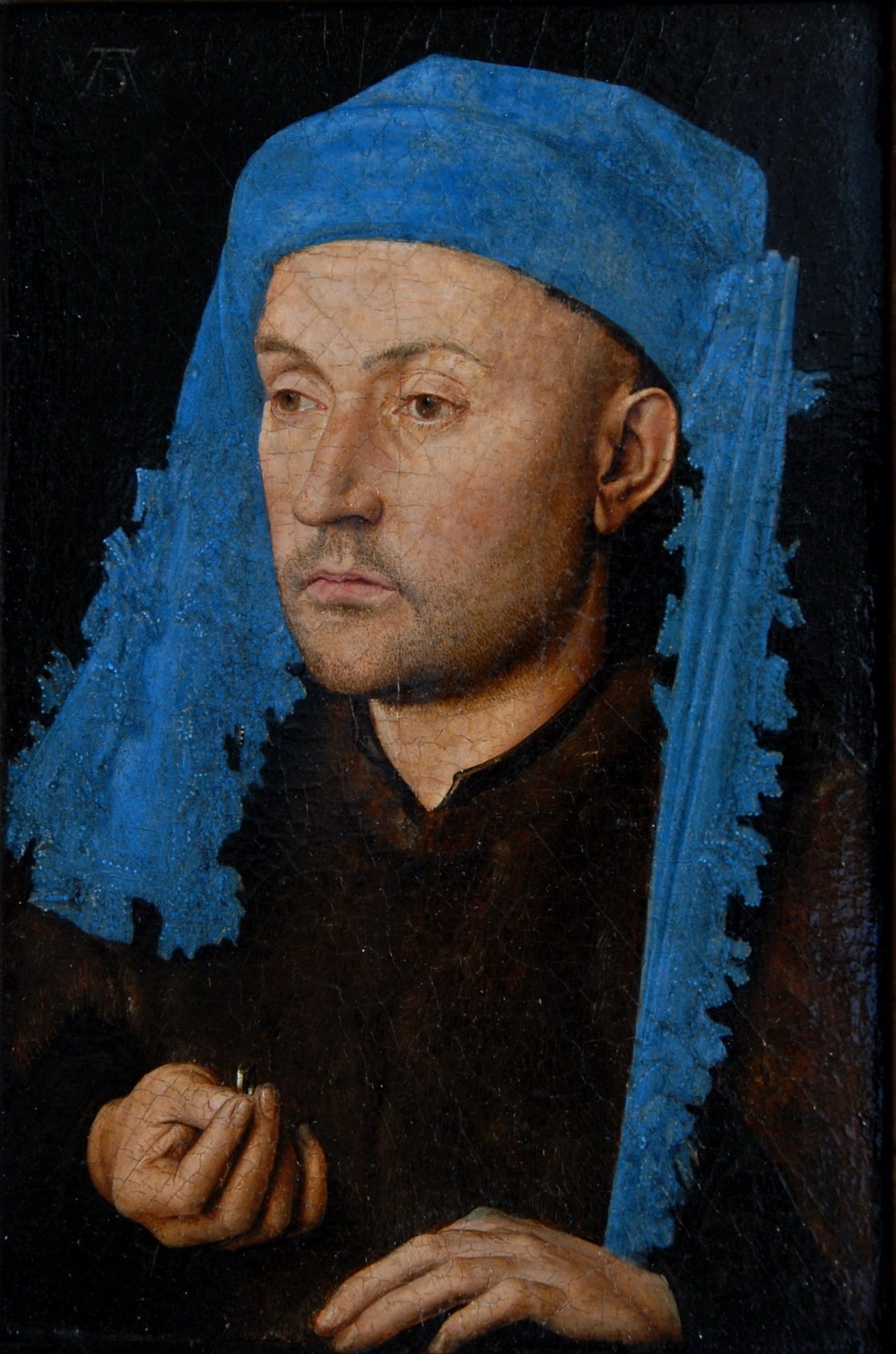
Man met de blauwe kaproen, Jan van Eyck
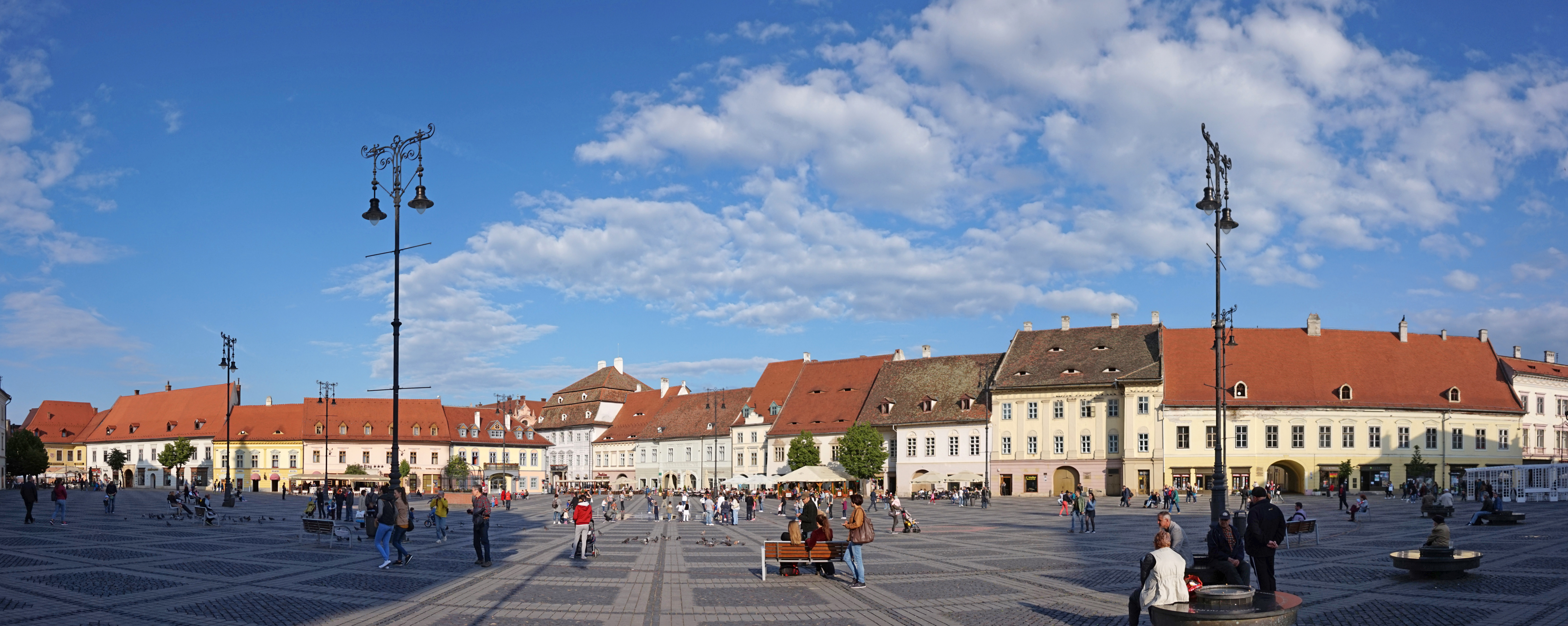
Grote Markt
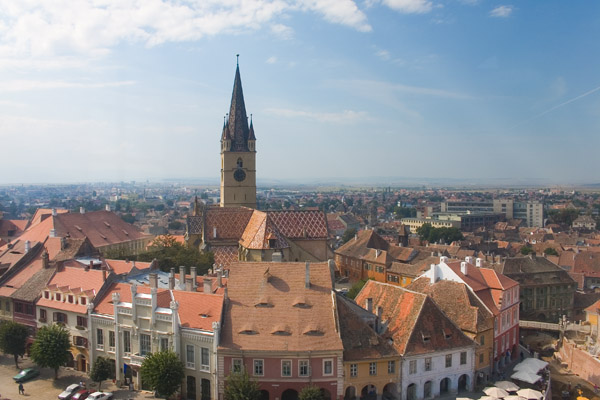
Middeleeuws Sibiu